# Campeonato Masculino Sub-17 da CONCACAF de 2023
O Campeonato Sub-17 da CONCACAF de 2023 foi a 20.ª edição deste evento esportivo, um torneio continental de futebol masculino organizado pela Confederação de Futebol da América do Norte, Central e Caribe (CONCACAF).
Disputado entre os dias 11 e 26 de fevereiro, o torneio foi realizado na Guatemala e vencido pela seleção mexicana. Além da campeã, as seleções do Canadá, Estados Unidos e Panamá também garantiram uma vaga na Copa do Mundo Sub-17 de 2023.

## Formato e participantes
Entre os meses de agosto e setembro de 2022, a CONCACAF organizou uma fase qualificatória para compor o quadro de participantes. Ao término desta, as seleções de Bermudas, Nicarágua, Porto Rico e República Dominicana venceram seus respectivos grupos e classificaram-se para as oitavas de final.
Na primeira fase, o regulamento dividiu as 16 seleções em quatro grupos, classificando as três melhores de cada. A partir das oitavas, as partidas foram disputadas em formato eliminatório. Os 20 participantes foram:
| - Barbados - Bermudas - Canadá - Costa Rica - Cuba | - Curaçau - El Salvador - Estados Unidos - Guadalupe - Guatemala | - Haiti - Honduras - Jamaica - México - Nicarágua | - Panamá - Porto Rico - República Dominicana - Suriname - Trindade e Tobago |

## Fases finais
|  | Oitavas de final                 | Oitavas de final                 |                                  |       | Quartas de final | Quartas de final |  |  | Semifinais | Semifinais |  |  | Final | Final |
|  |                                  |                                  |                                  |       |                  |                  |  |  |            |            |  |  |       |       |
|  | 18 de fevereiro - Doroteo Flores |                                  |                                  |       |                  |                  |  |  |            |            |  |  |       |       |
|  |                                  |                                  |                                  |       |                  |                  |  |  |            |            |  |  |       |       |
|  | México                           | 6                                |                                  |       |                  |                  |  |  |            |            |  |  |       |       |
|  | México                           | 6                                | 21 de fevereiro - Doroteo Flores |       |                  |                  |  |  |            |            |  |  |       |       |
|  | Nicarágua                        | 0                                |                                  |       |                  |                  |  |  |            |            |  |  |       |       |
|  | Nicarágua                        | 0                                | México                           | 3     |                  |                  |  |  |            |            |  |  |       |       |
|  | 19 de fevereiro - Pensativo      |                                  | México                           | 3     |                  |                  |  |  |            |            |  |  |       |       |
|  |                                  | El Salvador                      | 0                                |       |                  |                  |  |  |            |            |  |  |       |       |
|  | El Salvador (pro)                | El Salvador                      | 0                                | 3     |                  |                  |  |  |            |            |  |  |       |       |
|  | El Salvador (pro)                |                                  | 24 de fevereiro - Doroteo Flores | 3     |                  |                  |  |  |            |            |  |  |       |       |
|  | Trinidad e Tobago                | 2                                |                                  |       |                  |                  |  |  |            |            |  |  |       |       |
|  | Trinidad e Tobago                | 2                                | México                           | 5     |                  |                  |  |  |            |            |  |  |       |       |
|  | 19 de fevereiro - Doroteo Flores |                                  | México                           | 5     |                  |                  |  |  |            |            |  |  |       |       |
|  |                                  | Panamá                           | 0                                |       |                  |                  |  |  |            |            |  |  |       |       |
|  | Panamá                           | Panamá                           | 0                                | 2     |                  |                  |  |  |            |            |  |  |       |       |
|  | Panamá                           | 22 de fevereiro - Doroteo Flores |                                  | 2     |                  |                  |  |  |            |            |  |  |       |       |
|  | Cuba                             | 0                                |                                  |       |                  |                  |  |  |            |            |  |  |       |       |
|  | Cuba                             | 0                                | Panamá                           | 2     |                  |                  |  |  |            |            |  |  |       |       |
|  | 19 de fevereiro - Pensativo      |                                  | Panamá                           | 2     |                  |                  |  |  |            |            |  |  |       |       |
|  |                                  | Honduras                         | 1                                |       |                  |                  |  |  |            |            |  |  |       |       |
|  | Honduras                         | Honduras                         | 1                                | 6     |                  |                  |  |  |            |            |  |  |       |       |
|  | Honduras                         |                                  | 26 de fevereiro - Doroteo Flores | 6     |                  |                  |  |  |            |            |  |  |       |       |
|  | Bermudas                         | 0                                |                                  |       |                  |                  |  |  |            |            |  |  |       |       |
|  | Bermudas                         | 0                                | México                           | 3     |                  |                  |  |  |            |            |  |  |       |       |
|  | 19 de fevereiro - Doroteo Flores |                                  | México                           | 3     |                  |                  |  |  |            |            |  |  |       |       |
|  |                                  | Estados Unidos                   | 1                                |       |                  |                  |  |  |            |            |  |  |       |       |
|  | Costa Rica                       | Estados Unidos                   | 1                                | 1 (2) |                  |                  |  |  |            |            |  |  |       |       |
|  | Costa Rica                       | 22 de fevereiro - Doroteo Flores |                                  | 1 (2) |                  |                  |  |  |            |            |  |  |       |       |
|  | Porto Rico (pên.)                | 1 (4)                            |                                  |       |                  |                  |  |  |            |            |  |  |       |       |
|  | Porto Rico (pên.)                | 1 (4)                            | Porto Rico                       | 0     |                  |                  |  |  |            |            |  |  |       |       |
|  | 18 de fevereiro - Pensativo      |                                  | Porto Rico                       | 0     |                  |                  |  |  |            |            |  |  |       |       |
|  |                                  | Canadá                           | 3                                |       |                  |                  |  |  |            |            |  |  |       |       |
|  | Canadá                           | Canadá                           | 3                                | 3     |                  |                  |  |  |            |            |  |  |       |       |
|  | Canadá                           |                                  | 24 de fevereiro - Doroteo Flores | 3     |                  |                  |  |  |            |            |  |  |       |       |
|  | Haiti                            | 0                                |                                  |       |                  |                  |  |  |            |            |  |  |       |       |
|  | Haiti                            | 0                                | Canadá                           | 0     |                  |                  |  |  |            |            |  |  |       |       |
|  | 18 de fevereiro - Doroteo Flores |                                  | Canadá                           | 0     |                  |                  |  |  |            |            |  |  |       |       |
|  |                                  | Estados Unidos                   | 2                                |       |                  |                  |  |  |            |            |  |  |       |       |
|  | Jamaica                          | Estados Unidos                   | 2                                | 1     |                  |                  |  |  |            |            |  |  |       |       |
|  | Jamaica                          | 21 de fevereiro - Doroteo Flores |                                  | 1     |                  |                  |  |  |            |            |  |  |       |       |
|  | Guatemala                        | 2                                |                                  |       |                  |                  |  |  |            |            |  |  |       |       |
|  | Guatemala                        | 2                                | Guatemala                        | 3     |                  |                  |  |  |            |            |  |  |       |       |
|  | 18 de fevereiro - Pensativo      |                                  | Guatemala                        | 3     |                  |                  |  |  |            |            |  |  |       |       |
|  |                                  | Estados Unidos                   | 5                                |       |                  |                  |  |  |            |            |  |  |       |       |
|  | Estados Unidos                   | Estados Unidos                   | 5                                | 7     |                  |                  |  |  |            |            |  |  |       |       |
|  | Estados Unidos                   |                                  |                                  | 7     |                  |                  |  |  |            |            |  |  |       |       |
|  | República Dominicana             | 0                                |                                  |       |                  |                  |  |  |            |            |  |  |       |       |
|  | República Dominicana             | 0                                |                                  |       |                  |                  |  |  |            |            |  |  |       |       |

### Gerais
- Mauricio Codocea (27 de fevereiro de 2023). «Así fue el Premundial Sub 17 Concacaf 2023: México se corona sobre Estados Unidos» (em espanhol). The Sporting News. Consultado em 21 de março de 2023. Cópia arquivada em 21 de março de 2023

### Específicas
1. 1 2 3  «México arrasó con los premios, actuación de Puerto Rico entre los mejores momentos del Sub 17» (em espanhol). CONCACAF. 27 de fevereiro de 2023. Consultado em 20 de março de 2023. Cópia arquivada em 14 de março de 2023
2. 1 2  «Campeonato Sub-17 de Concacaf 2023: Todo lo que necesitas saber» (em espanhol). CONCACAF. 30 de janeiro de 2023. Consultado em 20 de março de 2023. Cópia arquivada em 8 de fevereiro de 2023
3. 1 2  «Oficial: Guatemala será sede del Campeonato Sub-17 de la Concacaf» (em espanhol). ESPN. 16 de agosto de 2022. Consultado em 20 de março de 2023. Cópia arquivada em 21 de março de 2023
4. ↑  «México venció a Estados Unidos y ganó quinto título consecutivo en Sub-17» (em espanhol). CONCACAF. 27 de fevereiro de 2023. Consultado em 20 de março de 2023. Cópia arquivada em 21 de março de 2023
5. ↑  «México, Campeón del Premundial Sub-17, tras vencer con claridad a Estados Unidos» (em espanhol). Marca. 27 de fevereiro de 2023. Consultado em 20 de março de 2023. Cópia arquivada em 21 de março de 2023
6. ↑  Jonathan Dilan López (22 de fevereiro de 2023). «Panamá venció a Honduras en los cuartos de final del Premundial Sub 17 de Concacaf» (em espanhol). As. Consultado em 20 de março de 2023. Cópia arquivada em 23 de fevereiro de 2023
7. ↑  «Draw reveals groups for 2022 Concacaf Men's U-17 Qualifiers» (em inglês). CONCACAF. 23 de junho de 2022. Consultado em 20 de março de 2023. Cópia arquivada em 28 de fevereiro de 2023
8. 1 2 3  «Veinte equipos en busca del Campeonato Masculino Sub-17 de Concacaf» (em espanhol). CONCACAF. 6 de fevereiro de 2023. Consultado em 20 de março de 2023. Cópia arquivada em 9 de fevereiro de 2023
9. ↑  Adrián Hernández (18 de fevereiro de 2023). «Goles y resumen del México Sub-17 6-0 Nicaragua en Premundial Concacaf 2023» (em espanhol). Vavel. Consultado em 20 de março de 2023. Cópia arquivada em 19 de fevereiro de 2023
10. ↑  «México clasifica al Mundial de Futbol Sub 17» (em espanhol). Noroeste. 21 de fevereiro de 2023. Consultado em 20 de março de 2023. Cópia arquivada em 22 de fevereiro de 2023
11. ↑  Francisco Torres (19 de fevereiro de 2023). «El Salvador vence a Trinidad y Tobago y avanza a cuartos de final del Premundial» (em espanhol). El Gráfico. Consultado em 20 de março de 2023. Cópia arquivada em 21 de março de 2023
12. ↑  «México derrotó a Panamá y avanzó a su quinta final consecutiva del CMU17» (em espanhol). CONCACAF. 25 de fevereiro de 2023. Consultado em 20 de março de 2023. Cópia arquivada em 21 de março de 2023
13. ↑  Marea Roja (19 de fevereiro de 2023). «Campeonato Sub-17 de la CONCACAF: Panamá vence a Cuba y enfrentará a Honduras en 4tos» (em espanhol). RPC. Consultado em 20 de março de 2023. Cópia arquivada em 21 de março de 2023
14. ↑  «Panamá deja sin Mundial Sub-17 a Honduras» (em espanhol). Más. 22 de fevereiro de 2023. Consultado em 20 de março de 2023. Cópia arquivada em 27 de fevereiro de 2023
15. ↑  «Honduras golea a Bermudas y está a 90 minutos de clasificar al Mundial Sub-17» (em espanhol). Más. 19 de fevereiro de 2023. Consultado em 20 de março de 2023. Cópia arquivada em 22 de fevereiro de 2023
16. ↑  «México Sub 17 se quedó con el Premundial Concacaf: venció 3-1 a Estados Unidos» (em espanhol). El Comercio. 27 de fevereiro de 2023. Consultado em 20 de março de 2023. Cópia arquivada em 21 de março de 2023
17. ↑  «Puerto Rico se impone en penales ante Costa Rica y se coloca a una victoria de clasificar al Mundial Masculino Sub-17 de la FIFA» (em espanhol). El Nuevo Dia. 19 de fevereiro de 2023. Consultado em 20 de março de 2023. Cópia arquivada em 14 de março de 2023
18. ↑  «Canada downs Puerto Rico to secure qualification for the FIFA U-17 World Cup» (em inglês). Canadian Press. 22 de fevereiro de 2023. Consultado em 20 de março de 2023. Cópia arquivada em 2 de março de 2023
19. ↑  «Canada beats Haiti, advances to quarterfinals of CONCACAF Under-17 Men's Championship» (em inglês). Toronto Star. 18 de fevereiro de 2023. Consultado em 20 de março de 2023. Cópia arquivada em 22 de fevereiro de 2023
20. ↑  Jonathan Dilan López (24 de fevereiro de 2023). «Estados Unidos venció a Canadá en las semifinales del Premundial Sub 17 Concacaf» (em espanhol). As. Consultado em 20 de março de 2023. Cópia arquivada em 16 de março de 2023
21. ↑  «Jamaica no llega a Cuartos de Final al perder con Guatemala» (em espanhol). Infobae. 20 de fevereiro de 2023. Consultado em 20 de março de 2023. Cópia arquivada em 22 de fevereiro de 2023
22. ↑  Seth Vertelney (22 de fevereiro de 2023). «U.S. Under-17s reach World Cup with wild win at Guatemala» (em inglês). Pro Soccer Wire. Consultado em 20 de março de 2023. Cópia arquivada em 1 de março de 2023
23. ↑  «Estados Unidos venció a República Dominicana en el Premundial Sub-17 de la Concacaf 2023» (em espanhol). Capital. 19 de fevereiro de 2023. Consultado em 20 de março de 2023. Cópia arquivada em 21 de março de 2023